# 에디온 피스 윙 히로시마
에디온 피스 윙 히로시마(일본어: エディオンピースウイング広島, 영어: Edion Peace Wing Hiroshima)는 일본 히로시마현 히로시마시 나카구 모토마치 히로시마시 중앙공원 내에 있는 경기장으로 히로시마시가 소유하고 있으며 산프레체 히로시마의 운영 회사인 주식회사 산프레체 히로시마가 지정 관리자로서 운영하고 있다.

## Gallery

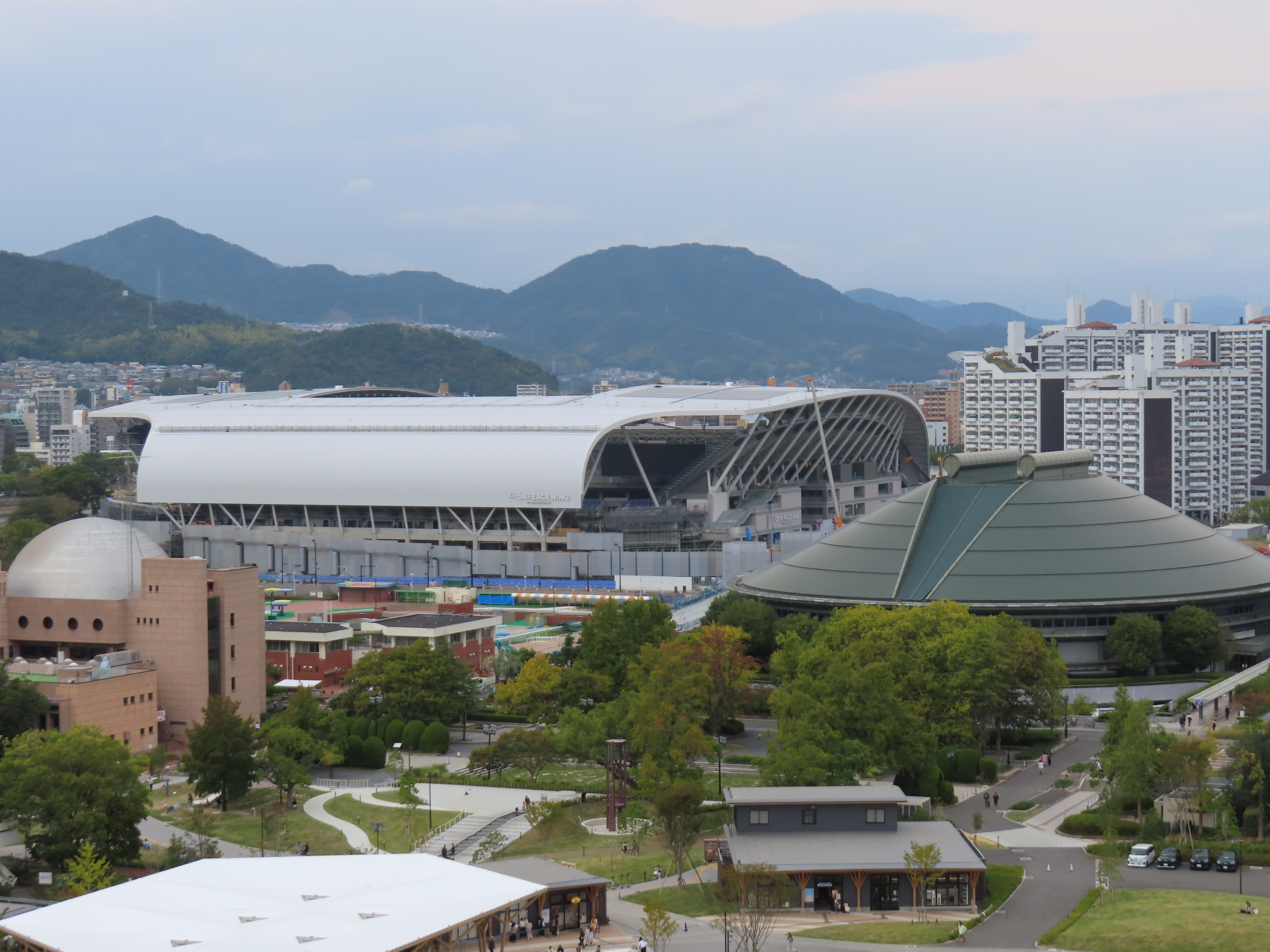
2023년 10월 건설 중인 경기장
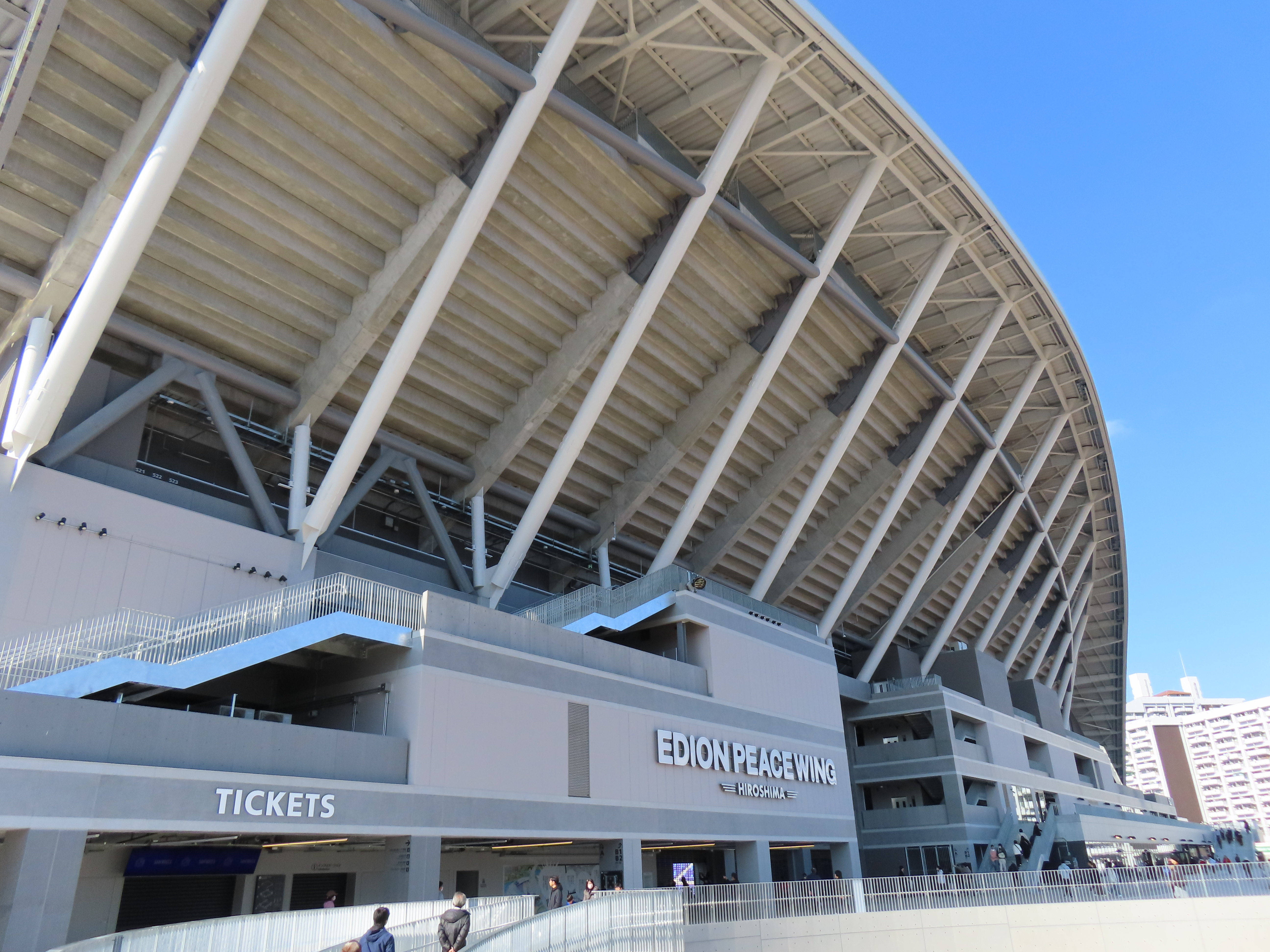
에디온 피스윙 히로시마 동쪽 스탠드
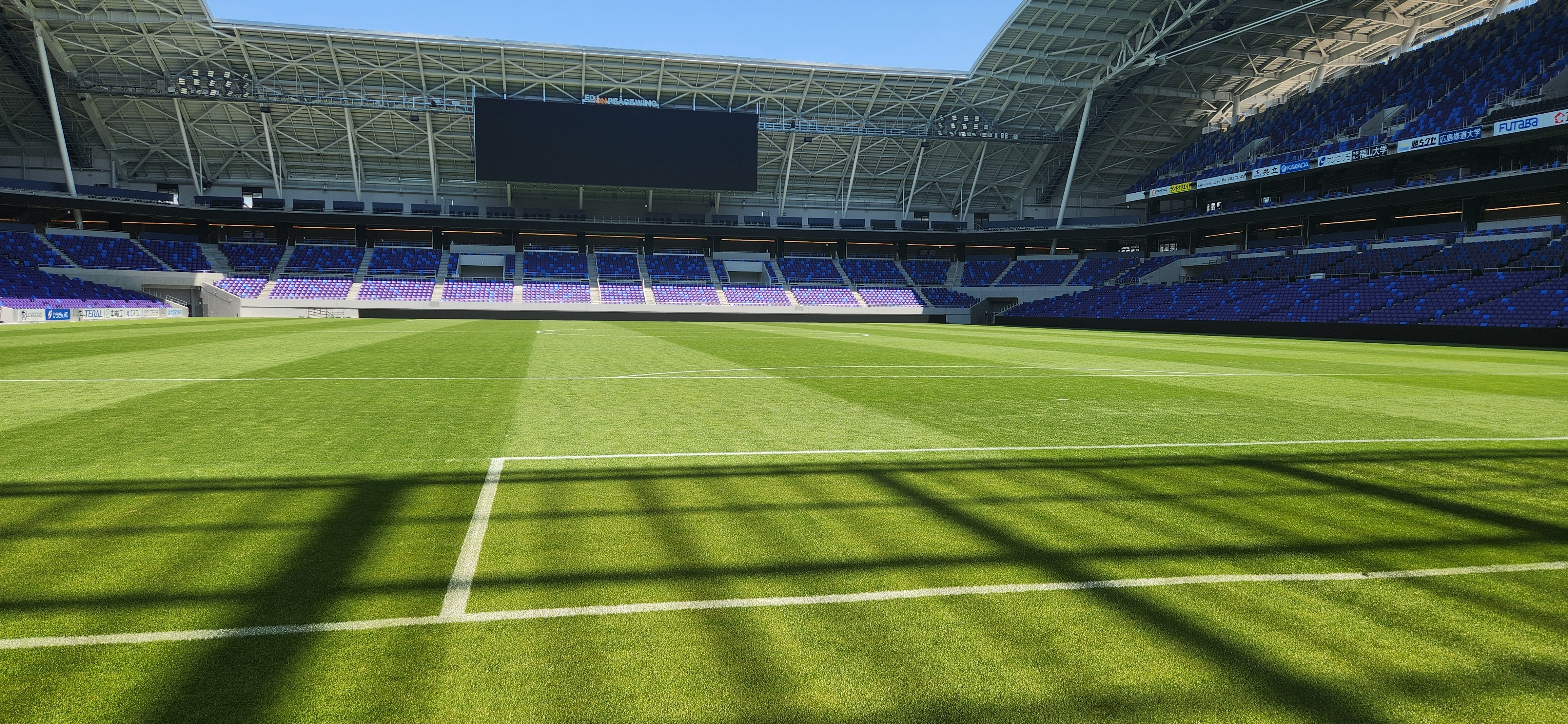
Pitch at Edion Peace Wing Hiroshima
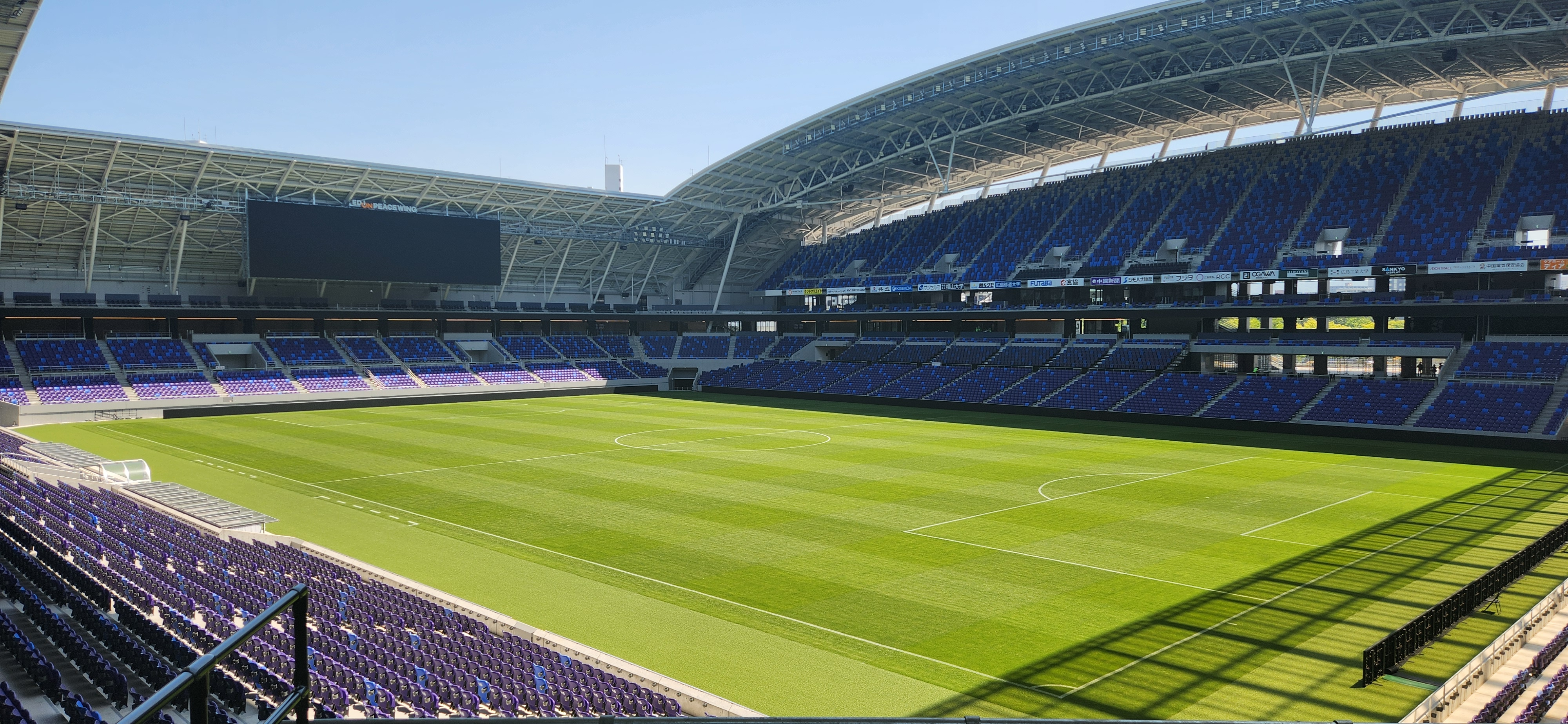
에디온 피스 윙 히로시마